# Соколівка (Горшеченський район)
Соколівка (рос. Соколовка) — присілок в Горшеченському районі Курської області Російської Федерації.
Населення становить 70 осіб. Входить до складу муніципального утворення Богатирівська сільрада.

## Історія
Населений пункт розташований на території українського етнічного та культурного краю Східна Слобожанщина.
Від 2004 року входить до складу муніципального утворення Богатирівська сільрада.

## Населення
| 2002 | 2010 |
| ---- | ---- |
| 102  | ↘70  |